# صقر (أسطورة)
الصقر (بالإنجليزية: Hawk)‏ طائر من الطيور الجارحة بمنقار كالخطاف ومخالب قوية وحادة. وكانت عبادة الصقر من أقدم العبادات في مصر القديمة وكان رمزًا لإلهة السماء أو آلهة الشمس مثل: حوريس، أو رع، كما اتحد هذا الطائر أيضًا مع أوزوريس إله الموتی وكانت أشهر منطقة لعبادته في مصر العليا مدينة تقع بالقرب من العاصمة سميت وقتئذ (نخن)، أو كما سماها الإغريق هیراکونیولبيس، أي مدينة الصقر.

ويروي هیرودوت في الكتاب الثاني إن عقوبة قتل الصقر كانت الإعدام في مصر القديمة. وفي مصر أيضا كان الصقر مقدسا عند الإله اليوناني أبوللو لما يقوم به من دور المتنبِّئ. وقد روی هزیود في كتابه (الأعمال والأيام)، حكاية (الصقر والعندليب)، التي ظهرت فيما بعد، ويبدو فيها الصقر طائرًا سيئًا وجشعا.

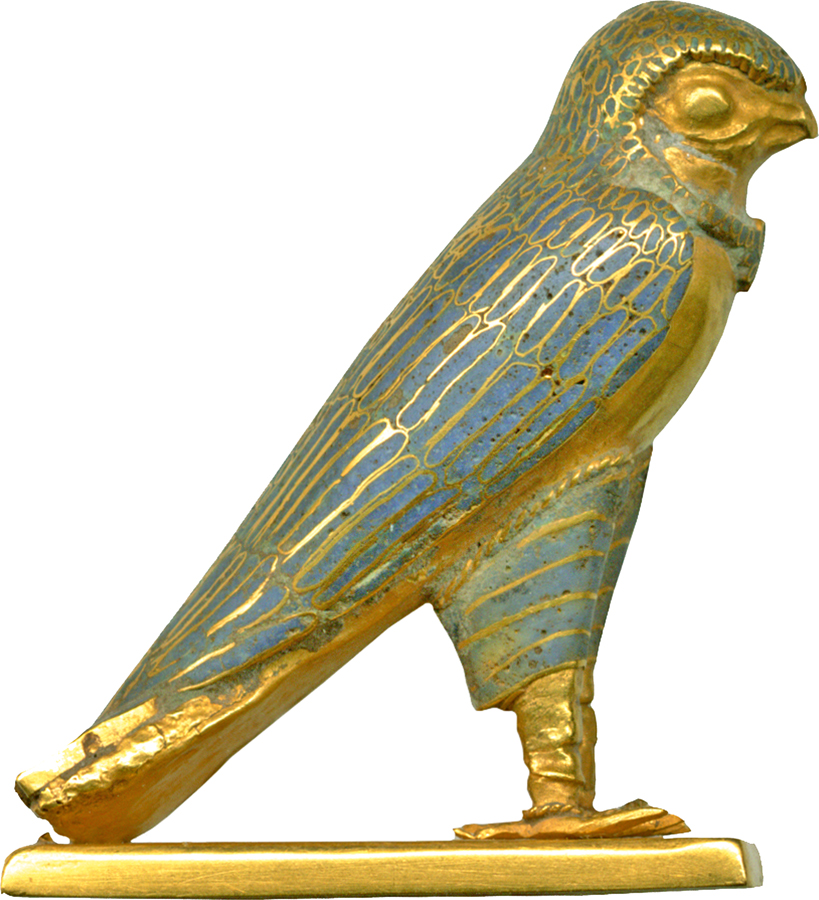
شكل حورس الصقر، بين حوالي 300 و حوالي 250 قبل الميلاد (اليونانية الرومانية). متحف والترز الفني.

## الصقر والعندليب

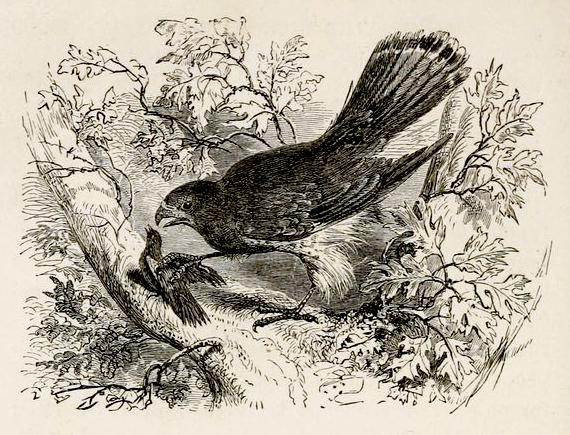
رسم هنري ووكر هيريك لطبعة منتصف العصر الفيكتوري لكروبال لأساطير إيسوب

الصقر والعندليب (بالإنجليزية: Hawk and the Nightigale)‏ حكاية من حكايات أيسوب، وجدت عند هزيود من قبل في كتابه (الأعمال والأيام)، الذي كتبه في القرن الثامن قبل الميلاد أي قبل قرنين من أيسوب والحكاية تقول: حط العندليب على فرع شجرة بلوط عالية، وراح يغني كما يفعل دائمًا فرآه الصقر وكان جائعًا وليس عنده طعام فانقض عليه وأخذه، وحاول العندليب أن يتخلص من براثن الموت فلم يستطع. فراح يتوسل إليه أن يعتقه قائلا:
غير أن الصقر أجاب:

### المغزى الأخلاقي
تلك هي الحال مع البشر، فمن الضلال أن تترك الأمل في جائزة أكبر تغريك بالتنازل عما في قبضتك بالفعل.

## وصلات خارجية
- Hawks Mythology & Folklore
- The Eye in the Sky
- Hawk Spirit Animal